# Бруквил (Канзас)
Бруквил (енгл. Brookville) град је у америчкој савезној држави Канзас.

## Демографија
По попису из 2010. године број становника је 262, што је 3 (1,2%) становника више него 2000. године.
| Група             | 2000.       | 2010.       |
| Белци             | 240 (92,7%) | 243 (92,7%) |
| Афроамериканци    | 0 (0,0%)    | 0 (0,0%)    |
| Азијати           | 0 (0,0%)    | 0 (0,0%)    |
| Хиспаноамериканци | 16 (6,2%)   | 13 (5,0%)   |
| Укупно            | 259         | 262         |